# 三立新聞台相關爭議
本條目列出對中華民國台灣三立新聞台的爭議事件。

## 虛假新聞爭議

### 二二八系列紀念報導移植爭議
2007年2月9日，新聞局以限制招標方式，出資新台幣117萬元委託三立電視製作《228走過一甲子》特別報導。從5月8日起，報導中一段描述基隆屠殺事件的影片被《聯合報》指出錯誤，該報稱那段影片是國共內戰時國民政府軍隊在上海處決囤積貨物的商人或中國共產黨黨員，及德國希特勒殘殺猶太人的片段。
三立否認「造假」，最初不願道歉，更揚言控告首先揭發造假的《聯合報》。至5月9日，三立才正式道歉，但仍不承認「造假」，亦未有公佈後續處分。

### 鼎泰豐假求職事件
2011年5月1日，勞委會在新北市舉辦就業博覽會，三立新聞台以獨家新聞報導馬英九和勞委會主委王如玄推薦求職者、鼎泰豐一口答應錄取的戲碼全是事先會安排。但隨即鼎泰豐公關經理胡慧宜在受訪時承認「當時是配合在場部分媒體拍攝畫面」，勞委會於5月3日發出新聞稿，指「整件事為廠商在某電視台請求下配合演出」，強烈譴責電視台沒有新聞倫理，主委王如玄也表示，三立的報導讓她很難過，對院長、總統這些不知情的人來說「何其無辜」。國家通訊傳播委員會也發函要求三立電視說明經過，三立新聞部經理葉蔚對此回應表示報導絕對真實，整段報導只是還原事實，電視畫面上也都看得到，「勞委會要張冠李戴，我們也沒辦法。」。

### 民眾黨提告事件
2023年7月20日，三立引述匿名人士消息，稱台灣民眾黨主席、總統候選人柯文哲與國民黨主席朱立倫通過話，並與國民黨秘書長黃健庭會面，以促成「藍白合」，藉此影射雙方黑箱、分贓政治。相關報道被民眾黨方面指為不實消息，而柯文哲競選總部總幹事黃珊珊等人於2023年7月21日到北檢按鈴提告三立公司與撰稿記者刑事加重誹謗罪，訴請民事求償100萬元，同時宣佈即日起拒絕參加三立電視台所有的政論性節目。針對黃珊珊等人提告，三立新聞表示報道2名以上消息來源，依新聞專業求證並平衡報導，可受各界公評。

### 林偉帆製造假新聞爭議
2023年9月，锡兰Ceylan發布「台灣媒體的下限能有多低？」影片，點名三立記者林偉帆帶風向造發動網路攻擊，其中包括林偉帆造謠企鵝妹多人運動、性化女乘客等新聞，三立新聞網发表声明表示林偉帆确为三立新闻网记者，其报道署名也属实。三立新闻网表示其虛心接受、愿意誠心檢討與反省，采纳各方意见。

### 狂洗白飯假新聞150篇以上新聞爭議
2023年10月，锡兰Ceylan發布「他們在5天裡造了150+篇新聞，為什麼？（白飯之亂的真相）」影片批判《三立新聞網》造就的「白飯之亂」，亦批評在未經任何查證下，單方面聽熱炒店老闆的言論就批評北科大學生。

### 捏造「黃國昌有跟詐團曾國緯餐敘」與事實不符
前立法委員黃國昌在2023年5月26日FB指出三立新聞的節目《94要客訴》在5月25日主持人配合背後ppt「洪三雄聲明：馬英九柯文哲黃國昌都跟im.b主嫌餐敘」跟著節目流程走，黃國昌反應「從來沒做過的事也可以惡意指鹿為馬，國文能力有問題還是為了替黨效忠？今天午夜12點前不更正並公開道歉下週一（5/29）正式提告。而在當天下午5點41分，《94要客訴》粉絲團向黃國昌致歉表示「節目內容誤植，若造成馬英九柯文哲黃國昌三位先生困擾，本節目亦誠摯致歉」。

## 報導方式爭議

### 消音六四
2014年11月18日，在政論節目《54新觀點》中，來賓管仁健提及「六四天安門事件爆發」時,製作方用「嗶──」消音處理「六四天安門」幾個字，字幕也以「學運事件」替代，遭部分网友批評為自我審查。三立電視在翌日表示，這是「後製疏失」。當事人管仁健也認為應該是時值臨近2014年九合一大選，依法不能再公布民調數字，而導致的作業疏失。

### 討論蔡英文涉炒地案
2015年12月11日，國民黨立委蔡正元在節目《54新觀點》上，除了批評民進黨總統候選人蔡英文家族靠著炒地皮大賺數億元，談到蔡英文母親時用「小五」稱呼她，遭《三立新聞網》引用網友言論痛批「有夠低級！」晚間蔡正元則在臉書上反擊，痛批三立斷章取義，「有種不要只播一半」；指蔡英文爸爸蔡潔生有小三、小五，是周玉蔻在節目上說的，但三立故意只剪他回應周玉蔻的話。

### 泰國皇室報導爭議
2016年10月19日，泰國貿易經濟辦事處向三立電視新聞部及國家通訊傳播委員會呈遞10月17日泰國外交部聲明稿，指責三立新聞以錯誤扭曲和不顧及泰國人民感受的資訊，報導有關泰國國王普密蓬·阿杜德駕崩、皇室、繼任程序以及皇室成員之新聞。聲明稿稱，三立新聞近來不斷以不實資料以及嘲諷語氣，扭曲報導泰國皇室繼承過程以及皇室成員相關資訊，此舉將有損泰國和台灣之友好關係。

### 台北世大運報導爭議
2017年8月21日，《三立新聞網》報導，美國田徑名將卡爾·劉易斯批評，台北世大運「整個田徑賽事的接駁糟透了」。隔日，美國田徑隊召開賽前記者會，卡爾·劉易斯出面澄清「我沒說過這種話，不知道怎麼會有這消息」、「我住洛杉磯，對交通問題再了解不過，不過這不會因此讓我對台北留下不好印象」。

### 2018年馬來西亞大選報導爭議
2018年5月10日，在2018年馬來西亞大選的一天後，主播王志郁因報導此大選的結果的同時，也報導當選的马哈迪·莫哈末批評前首相纳吉·阿都拉萨為「親中賣馬」，加上報導兩方選舉領袖納吉和馬哈迪批為「親中派」和「反中派」，更因淨選盟的關係將馬來西亞華裔理解為「黃杉軍」，甚至在報導大選新聞時將新加坡魚尾獅置為背景等等的爭議內容，導致馬來西亞多數網民批評不實和不客觀以及對《三立新聞網》Facebook粉絲專頁洗版。三立電視新聞部於同年5月11日向馬來西亞觀眾致歉。

### 政論節目踢爆“柯文哲競選經費造假”爭議
2018年5月27日，台北市長柯文哲妻子陳佩琪在個人臉書發文，不滿5月25日三立新聞台政論節目《54新觀點》中有多位來賓表示柯文哲申報財產時名下多了來源不明的財產新台幣2000萬元，表示將上法院提告；主持人陳斐娟則在臉書發文邀請陳佩琪上節目講清楚，但當時不到3小時火速刪文。隨後在同年6月4日，陳佩琪委請律師向三立電視、主持人陳斐娟及來賓曾勁元律師發出律師函，要求7日內登報道歉，且三立電視須捐出新台幣200萬元、陳斐娟及曾勁元須分別捐出新台幣150萬元。但《54新觀點》隨後发出声明回应称，该議題涉及公益可受公評，曾勁元也早已向監察院告發及多次在媒體公開評論；声明强调，三立新聞針對可受公評之議題，力求資訊的平衡呈現，絕不預設立場。
6月12日，陳佩琪委請律師向台北地院遞狀提告，請求三立電視、陳斐娟及曾勁元連帶賠償新台幣500萬元捐贈公益團體。陳佩琪在個人臉書發文批評，三立電視、陳斐娟及曾勁元在節目製作敷衍了事，甚至隨意信口開河、汙衊別人以遂順自己政治目的

### 文大學生「說謊」风波
2018年6月，新北市長參選人侯友宜，爆出中國文化大學學生宿舍「大群館」出租爭議。2018年6月20日，三立新聞台政論節目《新台灣加油》請來大群館館長范姓女同學親上火線說明，范同學雖坦言住進來的同學有說過房間比較小，但直言「校外有些更小」、「大家也都是求個方便，就算是宿舍，宿舍就住得也比較安心，畢竟是宿舍，學校還是會有一些保障」，認為住起來蠻舒適；此時，螢幕下方字幕標題竟變為「怪？學生向節目抱怨宿舍小窄 但上火線怎噤聲？」，質疑范同學發言。事件引發熱議，網友質疑《新台灣加油》惱羞成怒惡整學生。范同學在節目中提到，大群館「一學期」收費為新台幣18200元；主持人廖筱君追問范同學「一學期你們算幾個月」，范同學一時口誤回答「六個月」。

### 花蓮縣政府收買媒體案
2018年12月，《鏡周刊》報導，傅崐萁在擔任花蓮縣長任內共發包25個花蓮縣政府媒體採購案，然而採購案得標者皆為花蓮在地媒體記者，每名承包標案的記者可獲得新台幣14萬元至46萬餘元不等的酬勞；得標記者的工作為產製有關傅崐萁施政舉措的文字和影音報導並提供縣府。此案引起台灣社會高度關注，諸多知名平面和電子媒體的員工涉及此案，其中三立新聞公開表示已將自家涉案記者予以免職。

### 採訪柯文哲市府新聞爭議
2020年4月17日，台北市副市長黃珊珊出席淘寶台灣因2019冠狀病毒病臺灣疫情捐贈防疫物資典禮，代表柯文哲市府感謝淘寶台灣。會後媒體聯訪時，三立新聞記者發問：「此次捐贈廠商為淘寶，因為是跟中資還是有很大的關係，請問一下：是不是柯市長跟中國的關係特別友好，才有此次捐贈？」黃珊珊重申，淘寶台灣也捐贈了桃園市、新竹縣、嘉義縣等縣市，跟柯文哲無關，捐贈防疫物資的行为不應該牽扯到政治。

### 2022地方九合一大選開票爭議
2022年11月26日，開票時間傍晚5點39分時，中選會公布的台北市長候選人得票數為蔣萬安3492票、陳時中2811票；但同一時間，三立電視台自行計票的數據卻顯示，陳時中票數已然來到37萬6702票、蔣萬安39萬9214票。過了兩個小時後，到了晚間7點42分，中選會數據顯示，陳時中得票數為35萬543票、蔣萬安為46萬9652票；然而，三立電視台的自行計票數據持續顯示，陳時中票數為37萬8845票，而蔣萬安的票數為45萬8927票。從這兩個時間點的數據比較下來，三立的自行計票數據都與中選會公布的數據差異甚大，讓網友撻伐聲浪不斷。

### 報導遊戲《黑神話：悟空》爭議
2024年8月20日，三立新聞報導遊戲《黑神話：悟空》時稱其對於西方玩家存在缺陷，左上角標注「文化輸出踢鐵板」字樣，引发网民不满。

## 翻譯失準
2023年7月15日，小笠原欣幸指出《自由時報》、《三立新聞》、《新頭殼》翻譯自己在日本《東洋經濟ONLINE》上發表的文章不正確，且採取誇張標題。之後三立新聞在臉書上道歉，更正原報導但未在原報導道歉。